# Йоосу
Йоосу (ест. Joosu) — село в Естонії, входить до складу волості Лахеда, повіту Пилвамаа.